# Killiecrankie
Killiecrankie (en gaélico escocés: Coille Chneagaidh) es el nombre de un pueblo de Perth y Kinross, Escocia.  El pueblo se encuentra a orillas del río Garry.  Se encuentra en el Paso de Killiecrankie, en la ruta de la carretera A9.  Killiecrankie alberga una central eléctrica que forma parte del Plan Hidroeléctrico de Tummel.  Gran parte de los terrenos cercanos al río pertenece al National Trust for Scotland.

## Historia
En 1689, durante la Rebelión Jacobita, la Batalla de Killiecrankie se disputó en el extremo septenetrional del pueblo. Las tropas jacobitas, compuestas por soldados de las Tierras Altas, tomó por sorpresa a las fuerzas gubernamentales comandadas por el General Hugh MacKay y los desbordaron en tan sólo diez minutos.  Donald MacBean, uno de los partidarios de Guillermo de Orange dijo tras la derrota que había vadeado el río en el lugar llamado "The Soldier's Leap" (El salto del soldado). La batalla, que fue desastrosa para las tropas del gobierno, supuso en realidad el inicio del fin de la insurrección, ya que el genio militar de la rebelión John Graham de Claverhouse, vizconde de Dundee murió durante la misma.
Existe una canción folclórica epónima (Braes o' Killiecrankie) que conmemora la batalla.
- Datos: Q1002159
- Multimedia: Killiecrankie / Q1002159